# Камае
Камае (яп. 構え, досл. «поза», «стійка», «підготовлене положення») — базове положення тіла та зброї (якщо використовується) в японських бойових мистецтвах перед виконанням техніки або в ході бою.

## Походження терміна
Слово «構え» (kamae) походить від дієслова «構える» (kamaeru) — «розташовувати», «готувати». У контексті бойових мистецтв означає «готовність до дії», що виявляється через певне розташування ніг, стегон, рук, корпусу та зброї.

## Компоненти камає
- Позиція ніг — варіюється залежно від стилю (пряма, бокова, розстебана).
- Положення корпусу — нахил вперед/назад, розворот плечей.
- Розташування рук — висота, відстань між руками, хват.
- Позиція зброї — від рівня талії до рівня голови (для меча, посоха, нунчака тощо).

## У різних бойових мистецтвах

### Кендо і кендзюцу
У кендо (сучасне фехтування на бамбукових мечах) найпоширеніші камає:
- дзенкюті-камае — пряма стійка з мечем перед собою на рівні грудей;
- ідз-куті-камае — бічна стійка з мечем на рівні голови під кутом 45°[4].

### Карате
У карате «камае» часто визначає положення рук і корпусу, наприклад:
- хідзін-дзі-камае (立ち姿構え) — стандартна стійка з відкритими руками перед собою;
- інші варіанти називаються згідно з видом прийому та стилем (Шотокан, Ґодзю-рю тощо)[5].

### Айкідо
В айкідо камає менш формалізовані, віддається перевага природному розташуванню тіла для плавного перенесення ваги й виконання кидків.
Дзюдо
У дзюдо базова стійка («дзюдотаї: 立体») слугує основою для хватів та кидків:
- '''дзіготаї''' — стійка з широкою постановкою ніг і трохи зігнутими колінами;
- '''досе-камае''' — «лежача» стійка при проведенні прийомів у партері

## Види камає
| Назва         | Яп.                  | Опис                                       |
| ------------- | -------------------- | ------------------------------------------ |
| Пряма стійка  | 直構え (mae-kamae)   | Основна стійка з обома стопами паралельно. |
| Бічна стійка  | 侧構え (yoko-kamae)  | Повернення корпусу боком до супротивника.  |
| Верхня стійка | 上構え (jōdan-kamae) | Меч високо над головою.                    |
| Нижня стійка  | 下構え (gedan-kamae) | Меч низько біля талії.                     |

## Значення і призначення
Камае виконує три основні функції:
1. **Захисну** — правильна стійка забезпечує баланс і швидку реакцію на атаку.
2. **Атакувальну** — підготовлена позиція дозволяє розвинути максимальну швидкість і потужність удару.
3. **Психологічну** — вражає супротивника впевненістю й дисципліною.